# Campe (Stade)
Campe (plattdeutsch Kamp) ist ein Stadtteil der niedersächsischen Hansestadt Stade im gleichnamigen Landkreis.

## Geographie
Campe liegt zwischen der Stader Innenstadt im Norden, Bendixland im Nordosten, Hollern im Osten und Ottenbeck im Süden.

## Geschichte
1141 wurde auf dem Campe vor Stade mit dem Marienkloster ein Benediktiner-Mönchkloster gegründet. Dieses bestand bis 1648.
Campe war bis 1926 eine eigenständige Gemeinde, wurde dann aber nach Stade eingemeindet.

### Einwohnerentwicklung
| Datum            | Einwohner             |
| ---------------- | --------------------- |
| 1824             | 96 Feuerstellen       |
| 1848             | 563 Leute, 100 Häuser |
| 1. Dezember 1871 | 615 Leute, 112 Häuser |
| 1. Dezember 1910 | 1.718                 |

## Religion

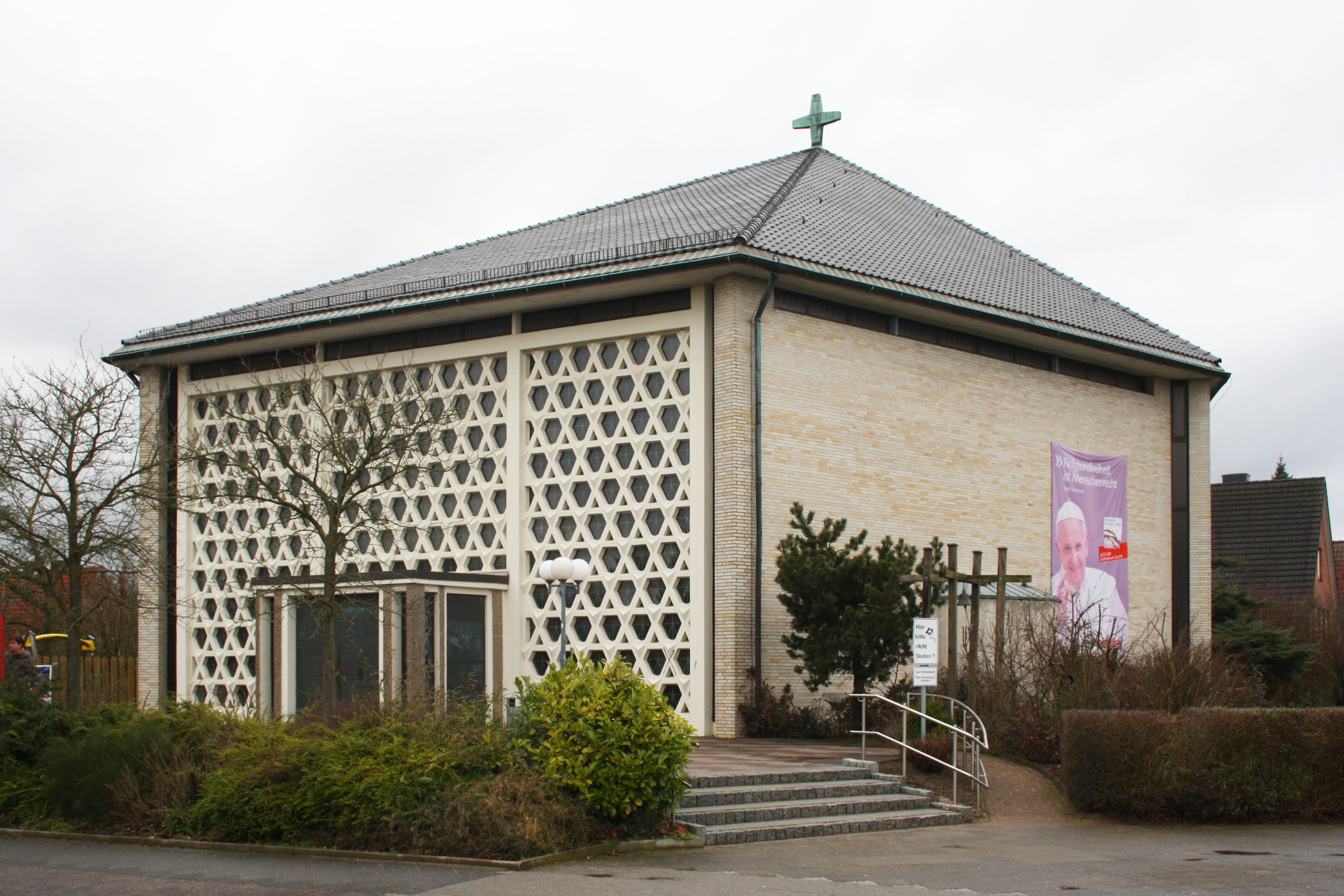
Heilig-Geist-Kirche in Stade-Campe

Campe ist evangelisch-lutherisch geprägt und gehört zum Kirchspiel der Wilhadi-Kirche in der Stader Innenstadt. 
In Campe steht die 1959/60 erbaute römisch-katholische Heilig-Geist-Kirche. Diese Kirche ist Hauptkirche einer großen Kirchengemeinde und gehört zum Dekanat Unterelbe des Bistums Hildesheim.

## Kultur

### Vereine
Von 1922 bis 1972 bestand in Campe die Camper Speeldeel, eine plattdeutsche Theatergruppe, die in der Umgebung ziemlich bekannt war.

## Wirtschaft und Infrastruktur

### Verkehr
Der nächste Bahnhof ist der Bahnhof Stade an der Niederelbebahn am Rande der Stader Innenstadt.

### Bildung
Campe hat eine eigene Grundschule.